# Vicaire épiscopal

Ornement extérieur de l'écu d'un vicaire épiscopal.

Un vicaire épiscopal est un membre du clergé désigné librement par l'évêque pour le seconder dans des domaines particuliers. Pour cela, il reçoit délégation des responsabilités de l'évêque. Dans les Églises catholiques de rite oriental, le titre équivalent au vicaire épiscopal est le syncelle.

## Fonctions
Le vicaire épiscopal est un collaborateur immédiat de l'évêque. Ses fonctions sont semblables à celles d'un vicaire général. Cependant, sa juridiction ne s'applique qu'à une certaine partie territoriale du diocèse, un secteur apostolique particulier ou un groupe déterminé de fidèles. Un vicaire épiscopal à qui l’évêque confie la mission de le seconder sur une portion territoriale de son diocèse peut être appelé archidiacre (cette portion territoriale est alors appelée archidiaconé, regroupant plusieurs doyennés, eux-mêmes composés de plusieurs paroisses). 

## Révolution française
Le titre de vicaire épiscopal prend un sens particulier pendant la Révolution française. Le 12 juillet 1790, la Constitution civile du clergé supprime les chapitres cathédraux et les remplace par des conseils composés de douze à seize vicaires épiscopaux. Les vicaires épiscopaux, nommés par l'évêque et inamovibles, sont à la fois les vicaires de la paroisse cathédrale et les conseillers de l'évêque.
À mi-chemin entre le canonicat de cathédrale et le vicariat général, le vicariat épiscopal constitutionnel est supprimé à l'été 1793 par un décret de la Convention.